# ケベック・ジャン・ルサージ国際空港
ケベック・ジャン・ルサージ国際空港（フランス語：Aéroport international Jean-Lesage de Québec、英語：Québec City Jean Lesage International Airport）はカナダ ケベック州ケベック・シティーにある国際空港。市街地中心部から西南西へ11kmの場所にある。

## 沿革
1939年に開港。当初はアンシエンヌ・ロレット空港（Aéroport de l'Ancienne Lorette）と呼ばれ、その後はサント・フォワ空港（Aéroport de Sainte-Foy）と改称。1993年に元ケベック州首相のジャン・ルサージにちなんで現名称に改称。

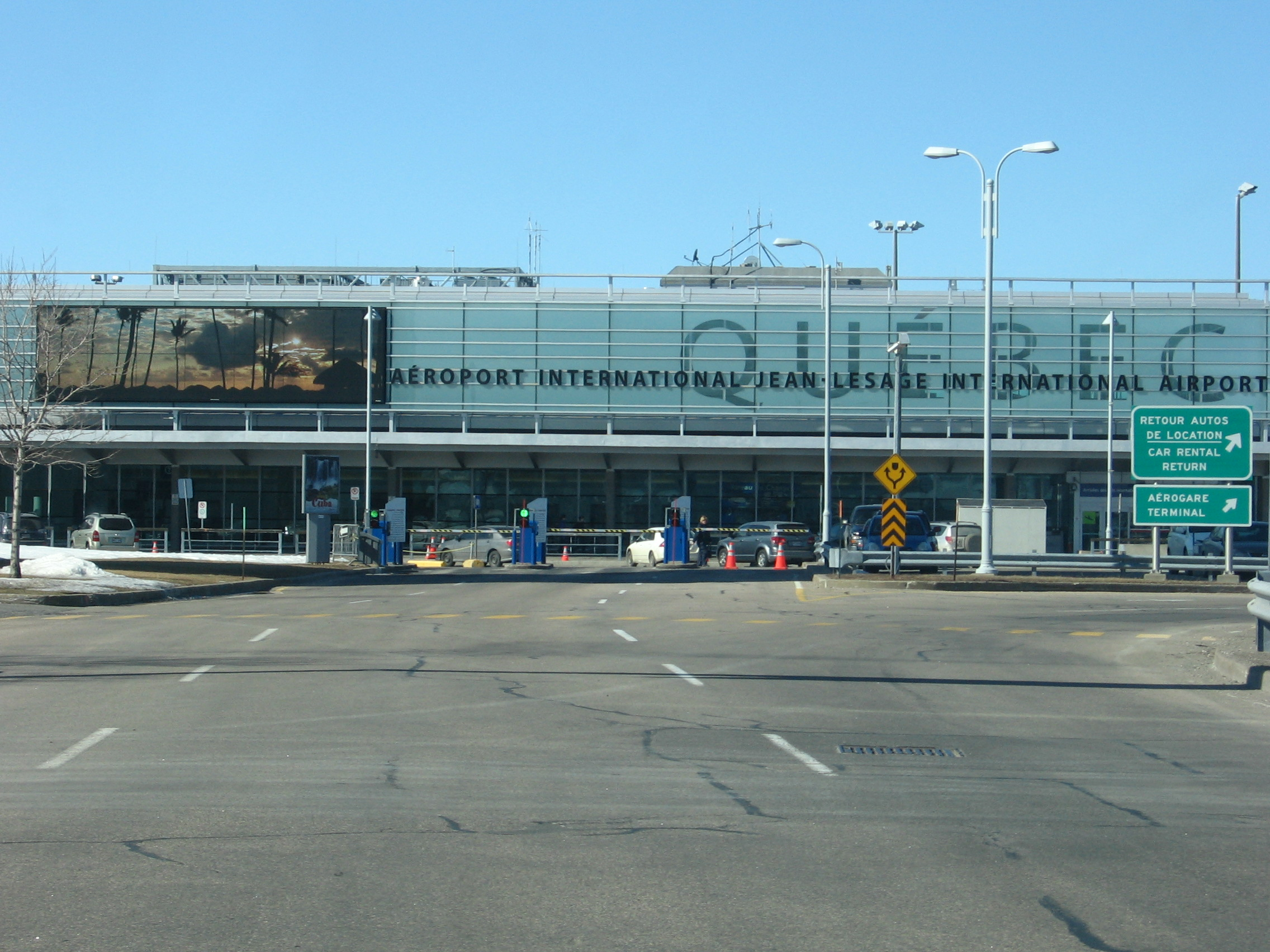
新ターミナルビル外観

2008年にターミナルビル拡張改築が完成し、140万人の利用者を扱える規模となった。今後は更なる拡張を計画中である。

## 主要な就航航空会社と路線
- エア・カナダ・エキスプレス：トロント（ピアソン）、モントリオール（トルドー）、オタワ、ガスペ、マドレーヌ島、セティル（英語版）、ワーブシュ、
- エア・トランザット：パリ（ド・ゴール）、フォートローダーデール、カンクン
- ポーター航空：トロント（シティー）
- エア・クリーベック（英語版）：アルマ、バゴットヴィル、ベイ・ジェームズ、ヴァルドール
- エア・イヌイット（英語版）：モントリオール（トルドー）、カンギルスク、カンギクスジュアク、クァクタク、サルイット、シェファーヴィル
- PAL航空：モントリオール（トルドー）
- パスカン航空（英語版）：ベイ・コモ、ボナヴァンチュール、アーヴル＝サン＝ピエール、マドレーヌ島、モン・ジョリ、セティル、ワーブシュ
- ユナイテッド・エクスプレス：ニューアーク
- アメリカン・イーグル：フィラデルフィア、ダラス/フォートワース